# Caelostomus amaroides
Caelostomus amaroides là một loài bọ chân chạy thuộc phân họ Pterostichinae. Loài này được Boheman mô tả năm 1848.
Loài này có ở châu Phi.